# ثيودور بارث
ثيودور بارث (بالألمانية: Theodor Barth) هو صحفي الرأي وسياسي ألماني، ولد في 1849 في دودرشتات في ألمانيا، وتوفي في 1909 في بادن بادن في ألمانيا. حزبياً، نشط في الحزب الليبرالي القومي (ألمانيا) وLiberal Union (Germany) ‏ وFree-minded Union ‏. وقد انتخب عضو مجلس النواب البروسي وانتخب عضو مجلس النواب الألماني للإمبراطورية الألمانية.